# Bielawy (Bydgoszcz)

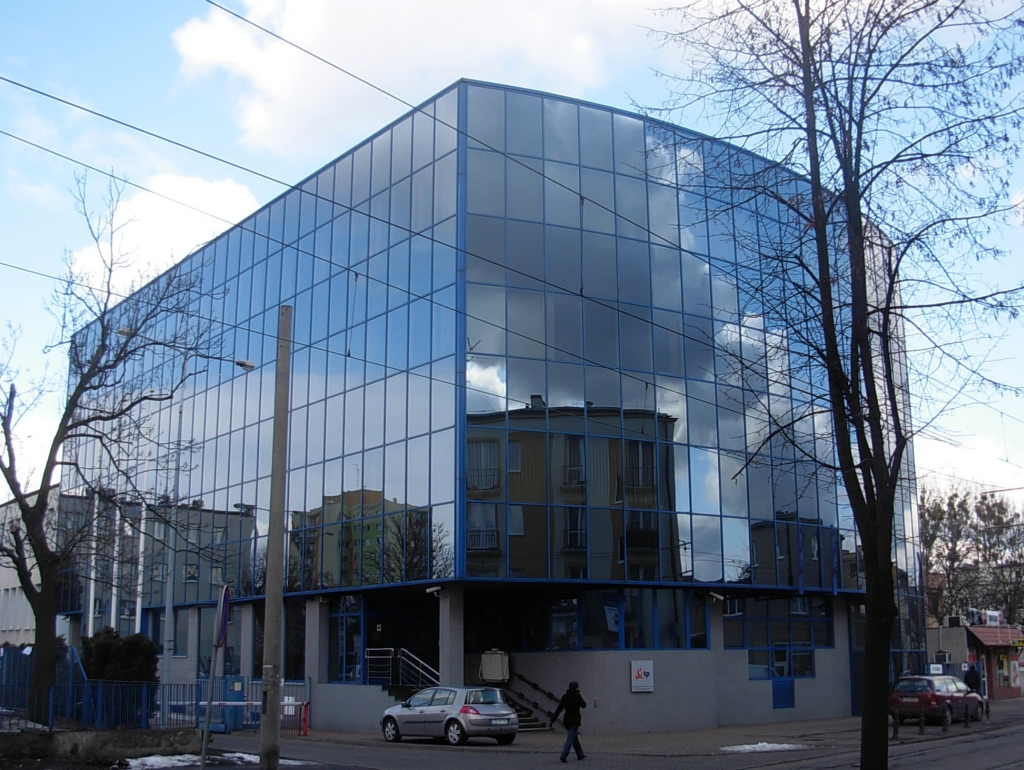
Siedziba Telekomunikacji Polskiej SA przy ul. Jana Karola Chodkiewicza 61

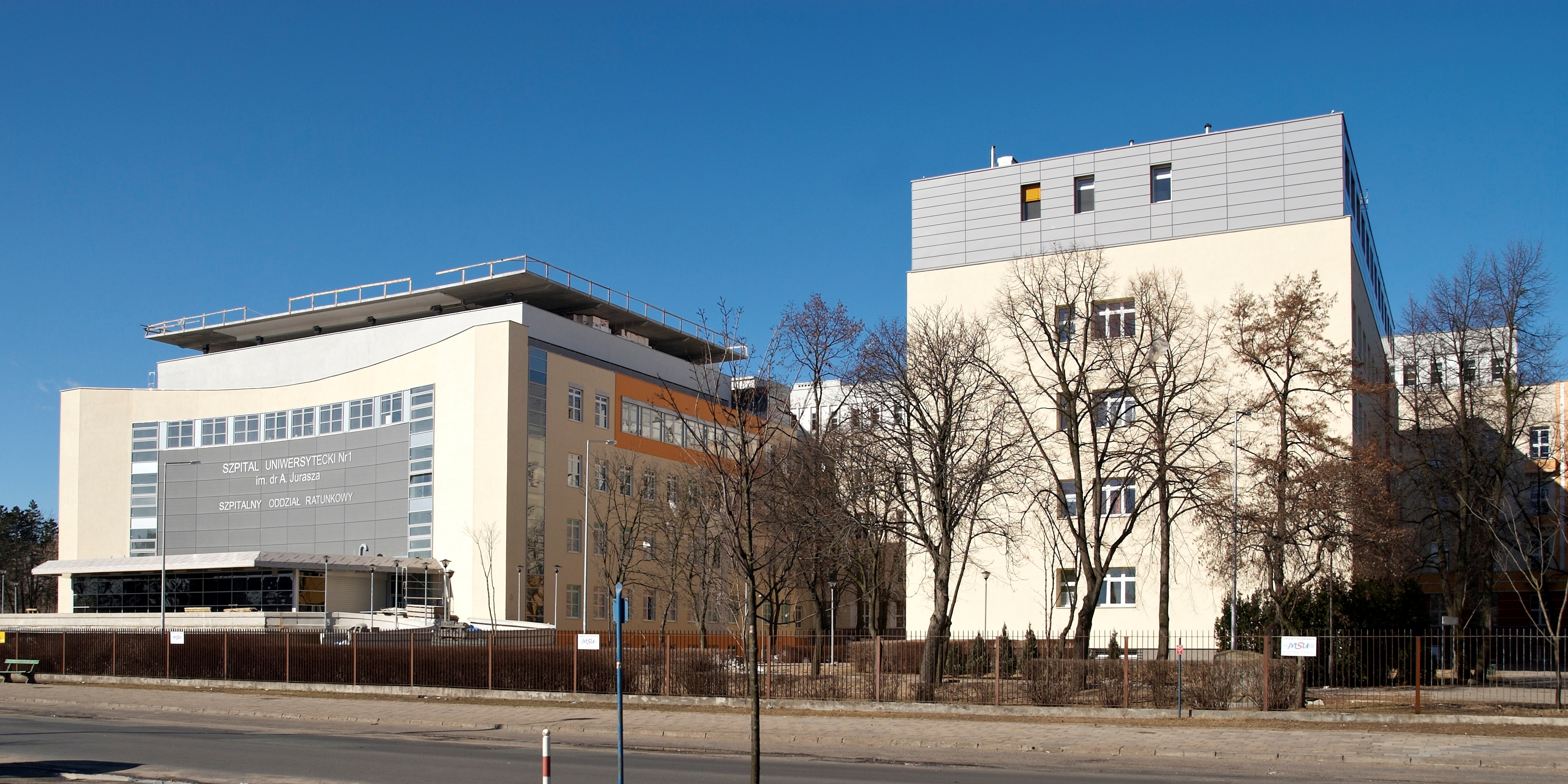
Szpital Uniwersytecki nr 1 im dra A. Jurasza

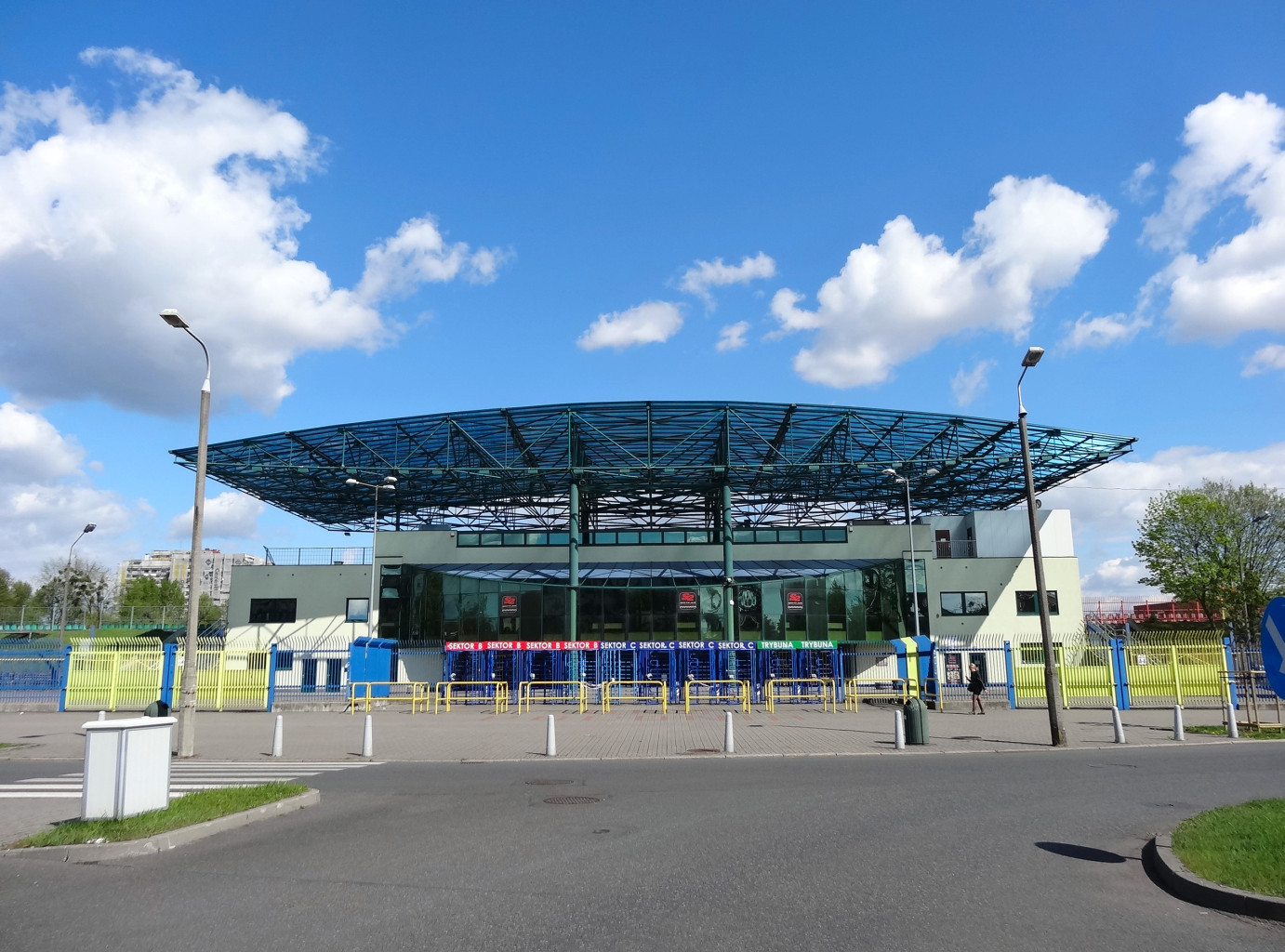
Stadion Miejski (Polonii Bydgoszcz)

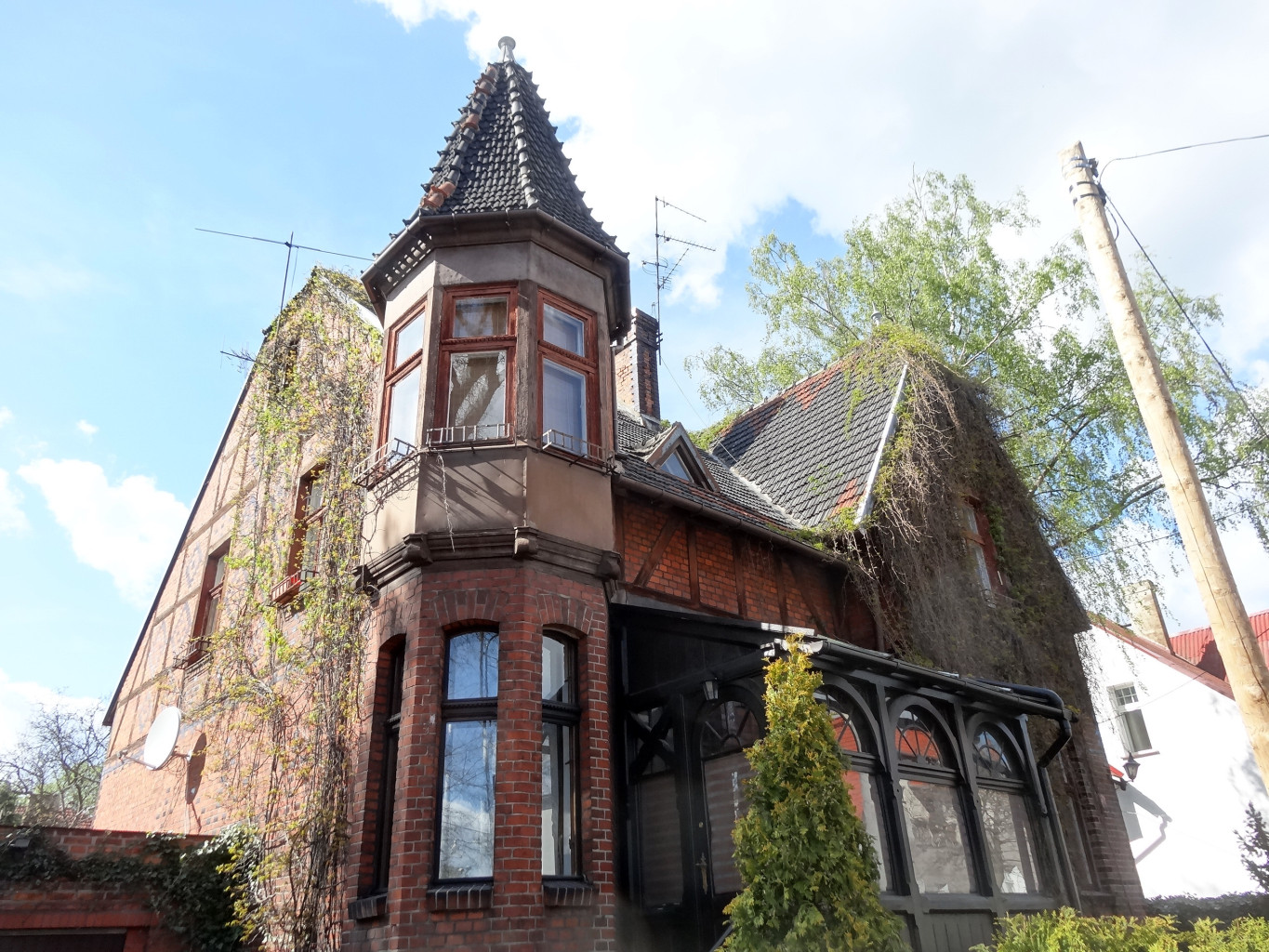
Jedna z willi z początku XX wieku

Bielawy – osiedle w Bydgoszczy położone na Dolnym Tarasie. Sąsiaduje ze Śródmieściem i osiedlami: Leśnym, Skrzetusko i Bartodzieje.

## Położenie i historia Bielaw
Bielawy do końca XIX wieku były podbydgoską gminą. Wieś była nieduża, a ziemia pod uprawy najgorsza. Cały zaś obszar stanowiło niespełna 187 ha. Według danych ze spisów miejscowości XIX w. Bielawy (zwane wówczas-Bleichfelde) w 1818 r. posiadały osiem kominów (domów mieszkalnych), we wsi żyło 61 mieszkańców. Do 1860 r. niewiele się zmieniło. Naliczono wprawdzie już dziesięć kominów, ale jedynie 85 mieszkańców, w tym 12 ewangelików (prawdopodobnie Niemców). Przez tereny gminy Bielawy przeprowadzono w tym okresie linię kolejową do Torunia (przebiegała w miejscu obecnej ulicy Kamiennej). Budowa spowodowała, że wieś została niejako „przecięta” na dwie odrębne części. W tym też czasie terenami Bielaw zaczęli się interesować bydgoscy magnaci finansowi jak Hempel, Loéwe, Cohnfeld i inni. Za gospodarstwa o powierzchni około 20 ha płacili po 5 tysięcy talarów i więcej. Ziemi sami nie uprawiali, zaczęli natomiast gospodarstwa parcelować. Niebawem odnotowano szybki wzrost liczby mieszkańców, jak i zainteresowanie nabywaniem parceli. W 1890 r. na Bielawach usytuowane były już 43 domy mieszkalne, w tym kilka wielomieszkaniowych, w których osiedliło się 519 osób.
Na początku XX w., gdy Bielawy były jeszcze podmiejską gminą, powstałe w 1903 r. niemieckie Urzędnicze Towarzystwo Oszczędnościowe i Budowlane wzniosło kolonię domków jednorodzinnych. W ten sposób powstał jednorodny zespół piętrowych, murowanych domów z wysokimi, wielospadowymi dachami z czerwonej dachówki.
Po 1920 zmieniła się struktura własnościowa licznych nieruchomości: wyjeżdżający do Niemiec sprzedawali swoje okazałe wille urzędnikom pochodzenia polskiego. Nowi mieszkańcy założyli Towarzystwo Miłośników Bielaw, dzięki któremu doszło do wybrukowania ulic, budowy kanalizacji, oświetlenia ulicznego, a także budowy nowoczesnej szkoły przy ul. Poniatowskiego. Pojawiły się również nowe realizacje architektoniczne, np. willa z 1934 przy ul. Chodkiewicza 65. Obiekt ten posiada w rzucie kształt zbliżony do trójkąta o zaokrąglonym narożu południowo-zachodnim. Przenikające się bryły o różnej wysokości nadają szczególne znaczenie grze światła i cienia. Projektantem tego budynku był Józef Trojański.
Interesujące jest pochodzenie nazwy osiedla. Nieżyjący już historyk Rajmund Kuczma-honorowy obywatel Bydgoszczy-twierdził, że osiedle wzięło swoją nazwę od rodzaju gruntu, na którym je pobudowano.
W „Słowniku języka polskiego” znajdujemy wyjaśnienie terminu bielawa: „...podmokła łąka torfowa w kotlinach lub dolinach rzecznych, porosła obficie wełniankami o białym puchu owocowym”. Można domniemywać, iż dawniej w miejscu, gdzie obecnie są Bielawy, były tereny podmokłe bielejące wełniankami. Dopiero z upływem czasu grunt zmienił swoje przeznaczenie.
Proces parcelacji gruntów i ich zabudowy trwał do wybuchu I wojny światowej. W 1912 r. naliczono już 173 domy oraz 2130 mieszkańców. Rozwój osiedla był związany z pobudowaniem na początku XX w. przy ulicach Płockiej, Litewskiej, Wawrzyniaka i Poniatowskiego tak zwanej kolonii willowej – łącznie 64 domów jednorodzinnych zamieszkałych przez urzędników państwowych, miejskich czy kolejowych.
Na przełomie XIX i XX w. wzrost liczby mieszkańców Bydgoszczy spowodował konieczność rozbudowy miasta. Pierwotnie władze interesowały się terenami położonymi między ulicą A. Mickiewicza (Bülowstrasse) a ulicą K. Chodkiewicza (Kurfürstenstrasse). Później obszar zainteresowania powiększono o gminę Bielawy i Skrzetusko. Tereny Bielawek i Skrzetuska postanowiono zagospodarować od nowa. Podstawowym założeniem projektu było przeniesienie linii kolejowej łączącej Bydgoszcz z Toruniem na północ miasta, do granic lasu gdańskiego. W okolicy cmentarza – miał on zostać zlikwidowany – planowano budowę nowej stacji kolejowej.
Niestety, wybuch I wojny światowej uniemożliwił realizację tego nowoczesnego osiedla. Z planowanych obiektów wzniesiono jedynie szpital dziecięcy i w 1914 r. sierociniec. Zrealizowano również fragmenty projektu z domami jednorodzinnymi osiedle urzędnicze na Bielawkach i pojedyncze budynki mieszkalne na Skrzetusku.
Rozszerzenie granic miasta nastąpiło po wyzwoleniu Bydgoszczy w styczniu 1920 r. Urzędnicy miejscy – już polscy – postanowili wcielić niemiecki plan w powiększenia miasta, aczkolwiek podstawa rozszerzenia granic wykraczała poza projekty niemieckie. Impulsem do zmiany granic miasta była z jednej strony chęć szybkiego zwiększenia dochodów miejskich, z drugiej próba zwiększenia liczby polskich mieszkańców. Należy nadmienić iż wówczas większość Polaków zamieszkiwała podmiejskie wioski, natomiast w samej Bydgoszczy dominowali Niemcy.
W początku 2019 wyburzono znajdujący się u zbiegu ul. Powstańców Wielkopolskich i Wyszyńskiego budynek Polskiego Związku Niewidomych, mieszczący od 1989 przychodnię Intercor.
Ulice graniczne:
- 1. od północy – Kamienna,
- 2. od zachodu – Jana Sułkowskiego – Kleofasa Ogińskiego – Sportowa,
- 3. od południa – Marii Curie-Skłodowskiej,
- 4. od wschodu – Kardynała Stefana Wyszyńskiego

Położenie i historia Bielaw opisana na podstawie książki:
Daniel Bernard Rudnicki Cmentarz na Bielawach

## Pozostałe ulice
- Aleja Powstańców Wielkopolskich
- Cicha
- Doktora Antoniego Jurasza
- Emilii Plater
- Jana Karola Chodkiewicza
- Jana Kilińskiego
- Jana Kozietulskiego
- Jastrzębia
- Joachima Lelewela
- Józefa Wybickiego
- Księcia Józefa Poniatowskiego
- Księdza Piotra Wawrzyniaka
- Litewska
- Ludwika Mierosławskiego
- Płocka
- Powstańców Śląskich
- Profesora Bogdana Romańskiego

## Ważniejsze obiekty
- Szpital Uniwersytecki nr 1 im. Antoniego Jurasza w Bydgoszczy,
- Wojewódzki Szpital Dziecięcy im. Józefa Brudzińskiego w Bydgoszczy
- Centrum Kultury Fizycznej i Sportu Uniwersytetu Kazimierza Wielkiego,
- Stadion miejski (Polonii Bydgoszcz),
- Komenda Wojewódzka Policji w Bydgoszczy,
- Komisariat Policji Bydgoszcz-Śródmieście, w skład którego wchodzi zabytkowa siedziba Prewencji Policji,
- Telekomunikacja Polska SA Zakład Telekomunikacji w Bydgoszczy
- Ogród roślin leczniczych i kosmetycznych przy szpitalu im. Jurasza (między nowym gmachem szpitala a wydziałem farmacji), otwarty dla zwiedzających od 14 października 2014.

## Miejsca pamięci

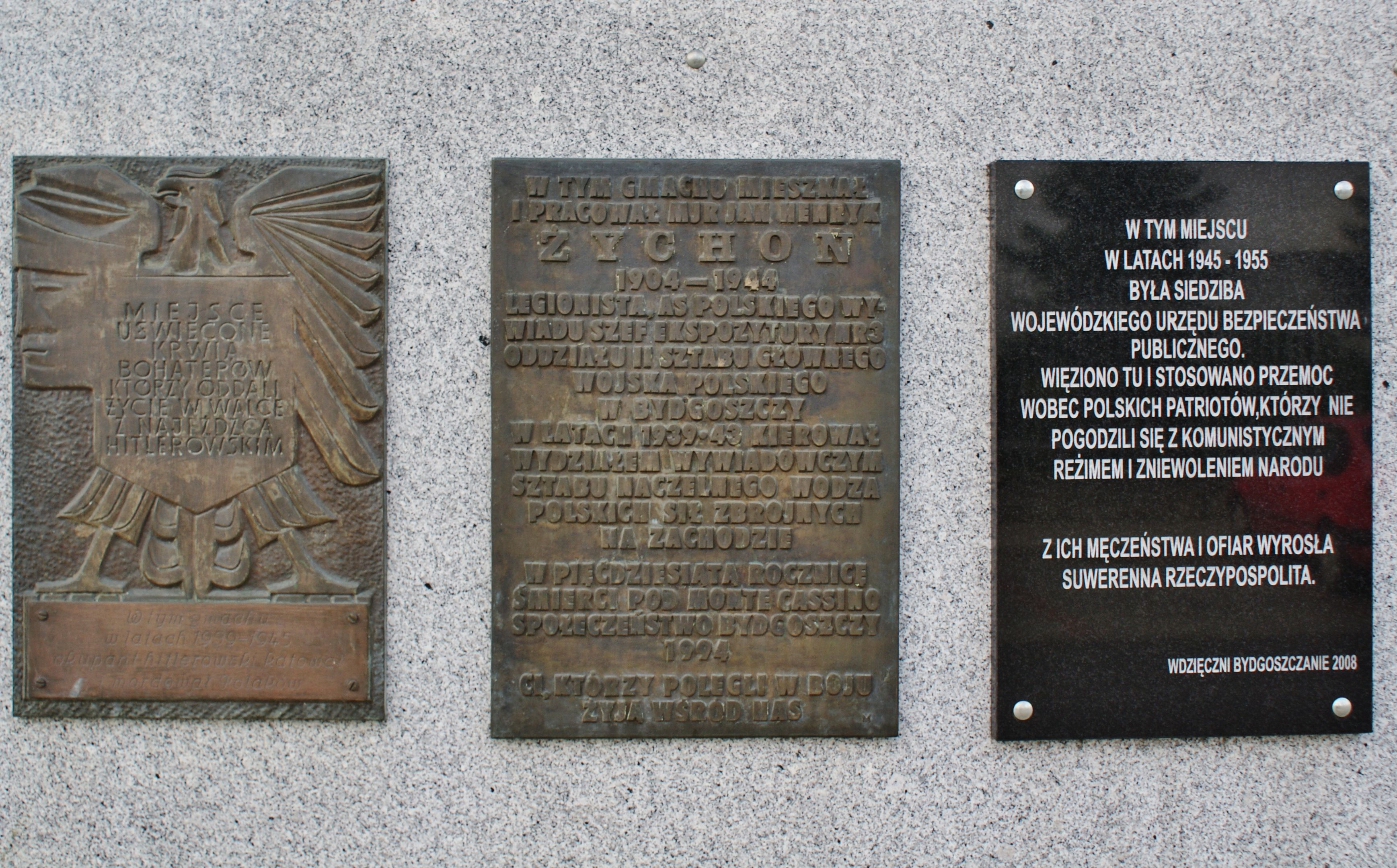
Miejsce pamięci przy ul. Poniatowskiego

Na ogrodzeniu Komisariatu Policji Bydgoszcz-Śródmieście znajdują się tablice pamięci poświęcone:
- Majorowi Janowi Żychoniowi szefowi Ekspozytury nr 3 Oddziału II Sztabu Generalnego Wojska Polskiego zajmującego się w okresie międzywojennym wywiadem. Organizatora akcji „Wózek” (w czasie przejazdu tranzytowego niemieckich pociągów przez polskie Pomorze dokonywano kontroli przesyłek, w szczególności dokumentów, a nawet prototypów broni)[6]
- Dwie kolejne poświęcone Polakom zamordowanym w tym miejscu w czasie wojny przez Gestapo, a później NKWD

Na budynku KWP 6 lutego 2019 odsłonięto z kolei tablicę poświęconą inspektorowi Witalisowi Olszańskiemu (ur. w 1885 roku w Żelechowie Wielkim w woj. lwowskim, zm. w 1940 w Ostaszkowie) – weteranowi armii austro-węgierskiej, Obrony Lwowa, od 1921 roku funkcjonariuszowi Policji Państwowej, a od 1927 komendantowi wojewódzkiemu PP w Toruniu, zamordowanemu w Ostaszkowie.

## Komunikacja

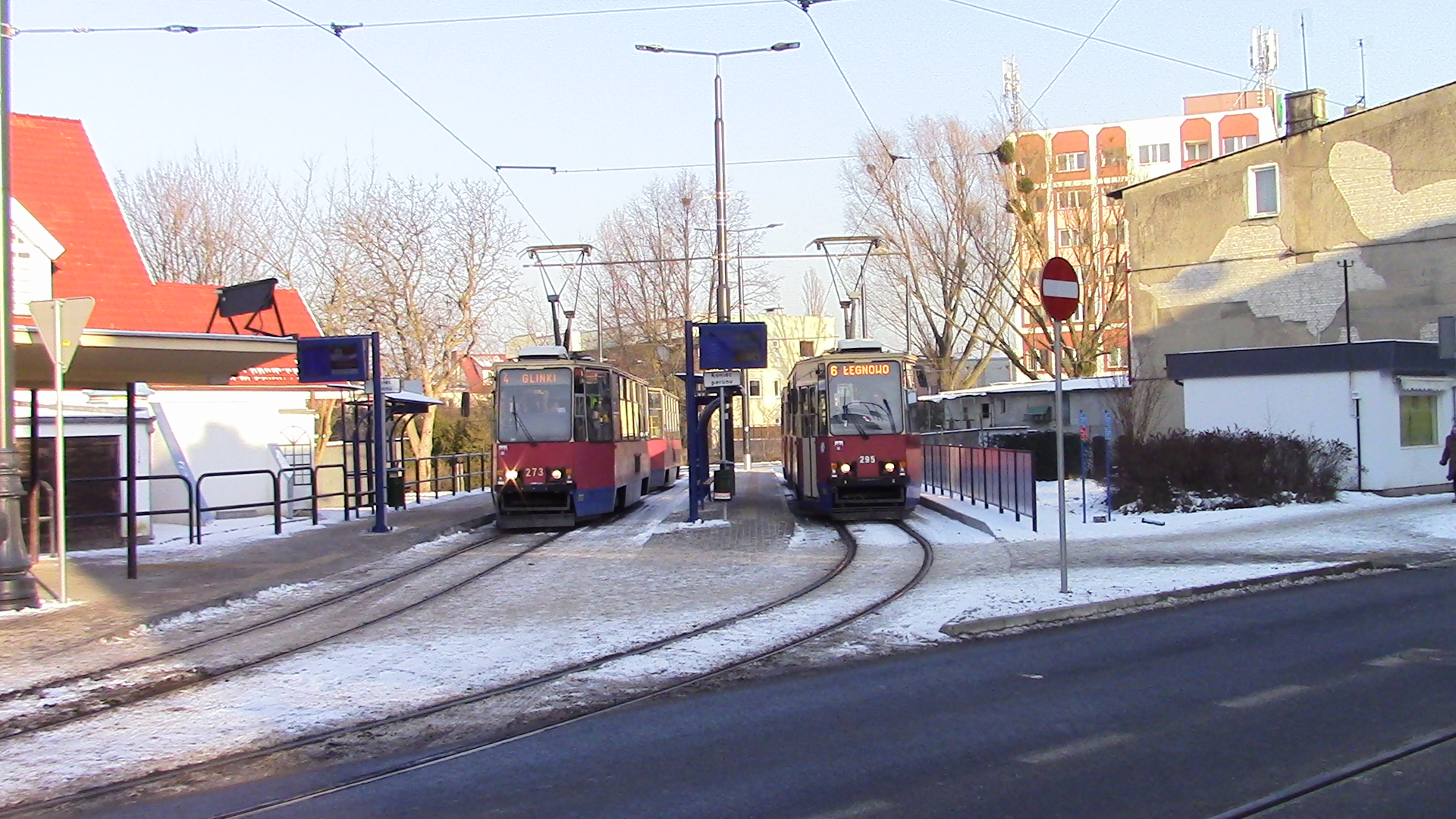
Pętla Bielawy po remoncie 2017r.

### Autobusowa
- 55: Morska – Skorupki
- 59: Błonie – Kapuściska – (w oznaczonych kursach 59Ł – Łęgnowo)
- 60: Błonie – Morska
- 64: Barwna – Przemysłowa
- 65: Dworzec Leśne – Nad Wisłą – (w oznaczonych kursach Łoskoń)
- 67: Rycerska – Łęczycka
- 68: Dworzec Leśne – Glinki BFM – (w oznaczonych kursach Glinki (Pętla Tramwajowa) Exploseum, Prądocińska)
- 71: Rekinowa – Morska
- 77: Morska – Niklowa
- 83: Tatrzańskie – Czyżkówko
- 33N Piaski – Tatrzańskie (w oznaczonych kursach do Łoskoń/Zajezdnia)

### Tramwajowa
Ulicą Chodkiewicza przebiegają tory tramwajowe, zakończone pętlą BIELAWY obsługującą linie:
- 4: Glinki – Bielawy
- 6: Łęgnowo – Bielawy
- 11:Niepodległości - Bielawy